# Аврелии
Аврелиите (на латински: Aurelii, означаващо букв. „златните“) са известен римски род. Мъжката форма на името е Аврелий (Aurelius), а женската — Аврелия (Aurelia). Родоначалникът на рода е плебей, но впоследствие неговите потомци се издигат и заемат важни административни длъжности. Според едно от преданията Аврелиите дават началото и на знатния венециански род Вениер.

## По-известни членове на рода
- Гай Аврелий Кота (консул 252 пр.н.е.)
- Гай Аврелий Кота (консул 200 пр.н.е.)
- Луций Аврелий Орест (консул 157 пр.н.е.)
- Гай Аврелий Кота (консул 75 пр.н.е.),
- Луций Аврелий Кота (консул 119 пр.н.е.), баща на Аврелия Кота
- Марк Аврелий Кота, консул 74 пр.н.е.
- Аврелия Кота, майка на Юлий Цезар
- Луций Аврелий Кота (консул 65 пр.н.е.)
- Тит Аврелий Фулв (консул 85 г.), дядо на император Антонин Пий
- Тит Аврелий Фулв (консул 89 г.), баща на император Антонин Пий
- Антонин Пий, император (138-161)
- Луций Аврелий Вер, император (161-169) с Марк Аврелий
- Марк Аврелий Антонин, Марк Аврелий, император (161–180)
- Марк Аврелий Комод, император (180—193)
- Луцила, (* 7 март 148), сестра на Комод
- Ания Аврелия Фадила, (159-192), дъщеря на Марк Аврелий; съпруга на Марк Педуцей Плавций Квинтил (консул 177 г.)
- Вибия Аврелия Сабина, (170-217), дъщеря на Марк Аврелий и Фаустина Млада; съпруга на Луций Антисций Бур (консул 181 г.)
- Аврелиан, един от войнишките императори на Римската империя (270-275)
- Луций Аврелий Гал (консул 146 г.), суфектконсул 146 г.
- Луций Аврелий Гал (консул 198 г.), управител на Долна Мизия (201-204)
- Луций Аврелий Гал (консул 174 г.), син на консула от 198 г.
- Секст Аврелий Виктор, историк, консул 369 г.